# Elnath
Elnath (Beta Tauri, β Tau, β Tauri, též známá též jako Nath nebo Alnath) je moderní jméno hvězdy v souhvězdí Býka. S jasností kolem +1,65 mag je druhou nejjasnější hvězdou tohoto souhvězdí a zároveň třetí nejjasnější hvězdou sousedního souhvězdí Vozky. Hvězda leží přibližně 134 světelných let (41 parseků) od Země.

## Nomenklatura
Název „Elnath“ pochází z arabského slova النطح (an-naţħ), což znamená „náraz“ nebo „úder rohy“, jelikož hvězda představuje jeden z rohů Býka. Historicky byla hvězda uváděna i v souhvězdí Vozky (jako γ Aur), avšak moderní hranice souhvězdí, stanovené Mezinárodní astronomickou unií (IAU) v roce 1930, ji jednoznačně přiřazují k Býku. IAU standardizovala v roce 2016 název "Elnath" v rámci svého programu na sjednocení jmen hvězd.

## Fyzikální charakteristiky
Nath je modrobílý obr spektrální třídy B7III. Je asi pětkrát hmotnější než Slunce a její svítivost přesahuje 700 L_☉. Povrchová teplota kolem 13 600 K a stáří 100 ± 10 milionů let naznačují, že hvězda již opustila hlavní posloupnost a nachází se ve fázi obra. Její absolutní magnituda -1,42 je srovnatelná s některými jasnými hvězdami v otevřené hvězdokupě Plejády, avšak Nath leží mnohem blíže k Zemi.
Hvězda patří mezi chemicky zvláštní objekty typu HgMn (rtuť-mangan), i když její spektrum vykazuje i neobvyklé koncentrace jiných prvků. Rychlá rotace (~59 km/s) a chemické anomálie naznačují složité procesy v atmosféře hvězdy.

## Okultace a okolí
Nath se nachází relativně blízko ekliptiky, takže ji může občas zakrýt Měsíc. Tyto zákryty jsou vzácné a obvykle pozorovatelné jen v omezených geografických oblastech.

## Význam
Nath byla v historii důležitá jako orientační bod na noční obloze. Leží poblíž roviny Mléčné dráhy, nedaleko galaktického anticentra.